# Maurice Chevassu
Pour les articles homonymes, voir Chevassu.
Maurice-Auguste-Adolphe Chevassu (28 octobre 1877, Lons-le-Saunier - 7 novembre 1957, Paris 7e) était un chirurgien et urologue français connu pour ses travaux sur le cancer du testicule.

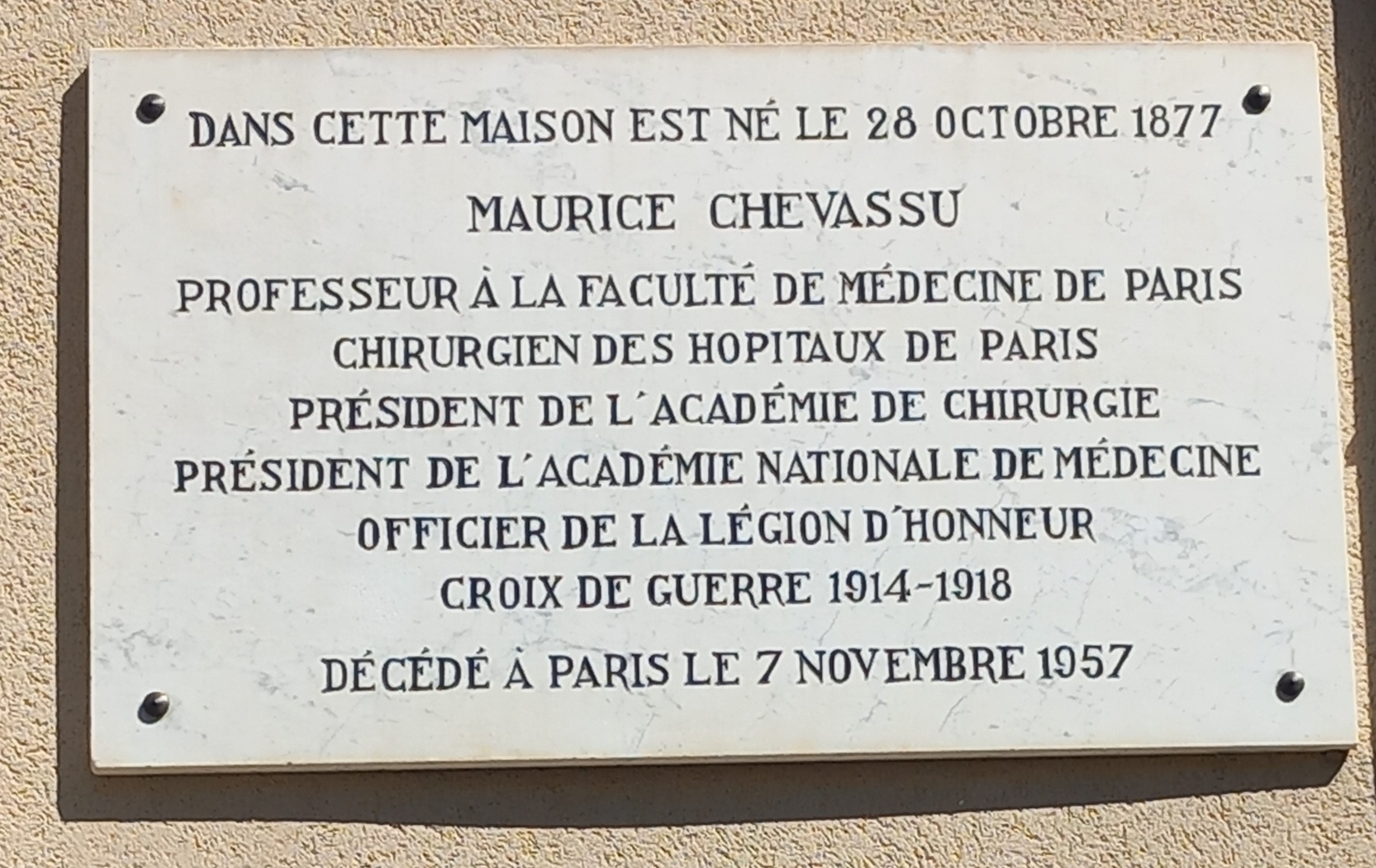
Plaque commémorative à la rue Perrin

En 1906, il obtient son doctorat, puis son agrégation en chirurgie générale en 1910. De 1919 à 1933, il dirige la clinique chirurgicale de l'hôpital Cochin à Paris. En 1933, il est nommé professeur de pathologie chirurgicale, puis chargé de chaire d'urologie clinique à l'Hôpital Necker où il succède à Georges Marion (1869-1960).
En 1938, il devint membre de l'Académie nationale de médecine, dont il est élu vice-président en 1955. En 1951-1952 – il préside la Société française d'histoire de la médecine,,. 
En 1906, publie Tumeurs du testicule, un livre dans lequel il fournit une catégorisation approfondie des cancers des testicules. Il explique ici deux types dominants de néoplasmes testiculaires. En ce qui concerne la chirurgie du cancer du testicule, il doute de l’efficacité d’une orchidectomie simple, préférant le retrait du testicule avec sa tige vasculaire, suivi du retrait complet des ganglions lymphatiques associés,. 
Un cathéter urétéral spécialisé appelé « cathéter Chevassu » porte son nom. 

## Publications
- Tumeurs du testicule, Paris : G. Steinheil, 1906 - Tumeurs du testicule .
- Traitement de la tuberculose urinaire (tuberculine et néphrectomie), avec Félix Legueu (1863-1939), Paris : imp. de la Cour d'appel, dir. Maretheux, 1912 - Traitement de la tuberculose urinaire (tuberculine et néphrectomie).
- Le dosage de l'hypertension artérielle et la constante urée chez les urinaires chirurgicaux, Paris, Masson, 1912.
- L'Exploration anatomique des lésions chirurgicales du rein au moyen de l'urétéro-pyélographie rétrograde, Paris : Masson, 1932 - Exploration anatomique de lésions chirurgicales du rein par pyélographie rétrograde urétérale.
- Cours de clinique urologique Guyon. Leçon inaugurale, Paris, J.-B. Baillière et fils, 1939 - Cours à la Clinique urologique de Guyon, cours inaugural[4].